# Fisibach
Fisibach est une commune suisse du canton d'Argovie, située dans le district de Zurzach.